# Sempervivum minus
Sempervivum minus ist eine Pflanzenart aus der Gattung der Hauswurzen (Sempervivum) in der Familie der Dickblattgewächse (Crassulaceae).

## Beschreibung

### Vegetative Merkmale
Sempervivum minus wächst als Rosettenpflanze mit einem Durchmesser von 1 bis 3 Zentimeter und bildet wenige, kurze Ausläufer. Die verkehrt lanzettlichen bis länglich elliptischen Laubblätter tragen ein aufgesetztes Spitzchen. Sie sind grün mit einem bronzefarbenen Schein und einer purpurfarbenen Basis, jedoch ohne deutlich gefärbte Spitze.

### Generative Merkmale
Der Blütentrieb trägt elliptisch-lanzettliche bis eiförmige Blätter. Der Blütenstand ist 3- bis 15-blütig. Die elf- bis zwölfzähligen Blüten weisen einen Durchmesser von etwa 1,6 Zentimeter auf. Ihre  Kelchblätter sind etwa 2,5 Millimeter lang. Die hellgelben Kronblätter weisen eine Länge von etwa 8 Millimeter auf und sind 2,5 Millimeter breit. Die Staubfäden sind hellgelb. Der zurückgebogene Griffel ist 2,5 bis 3 Millimeter lang. Die fast quadratischen bis gerundet-länglichen Nektarschüppchen besitzen manchmal eine fast runde Spitze.

## Systematik und Verbreitung
Sempervivum minus ist im Nordosten der Türkei (im Nordosten Kleinasiens) in Höhen von 600 bis 2000 Metern verbreitet.
Die Erstbeschreibung durch William Bertram Turrill wurde 1940 veröffentlicht.
Ein Synonym ist Sempervivum minus var. glabrum Wale (1942).

## Nachweise